# Der Dichter und der Komponist
Der Dichter und der Komponist ist eine Dialogerzählung über das Wesen der romantischen Oper von E. T. A. Hoffmann, die im Frühherbst 1813 geschrieben und im Dezember desselben Jahres in der Allgemeinen musikalischen Zeitung anonym vorabgedruckt wurde. 1819 erschien der Text im ersten Abschnitt des ersten Bandes der Sammlung Die Serapionsbrüder bei G. Reimer in Berlin.

## Form
Der Serapionsbruder Theodor rührt seine zuhörenden Mitbrüder Lothar, Ottmar und Cyprian zu Tränen: Abschließend singen die vier Herren aus „Golo und Genovefa“ im Chor.
In einem Gespräch über Kunstdinge, wie in diesem, passiert nicht viel. Allerdings ist es im Herbst 1813 in Dresden unter dem Eindruck einer Schlacht aufgeschrieben. Also wundern wir uns nicht über den Rahmen. Zwei Freunde treffen sich für kurze Zeit nur. In den beschaulichen Tag des Komponisten Ludwig kommt der Dichter Ferdinand unversehens eingeritten. Der Reiter kann keine großen Worte machen. Denn nach dem überschaubaren Dialog muss er gleich wieder aufs Pferd. Bald wird er dem Feind erneut die Stirn bieten.
Zwar erscheint Ferdinand als Freiheitskämpfer und Ludwig als Stubenhocker in ärmlichen Verhältnissen, aber im Dialog trumpft der Komponist Ludwig auf und der Dichter Ferdinand lässt sich sagen, wie ein Opernlibretto gebaut werden müsse: „Es ist, mit einem Wort, die Zauberkraft der poetischen Wahrheit, welche dem, das Wunderbare darstellenden Dichter zu Gebote stehen muß, denn nur diese kann uns hinreißen.“

## Zitat
Zur Aufgabe des Librettisten: „Der Dichter rüste sich zum kühnen Fluge in das ferne Reich der Romantik; dort findet er das Wundervolle, das er in das Leben tragen soll, lebendig und in frischen Farben erglänzend, so daß man willig daran glaubt, ja daß man, wie in einem beseligenden Traume, selbst dem dürftigen, alltäglichen Leben entrückt, in den Blumengängen des romantischen Landes wandelt, und nur seine Sprache, das in Musik ertönende Wort versteht.“

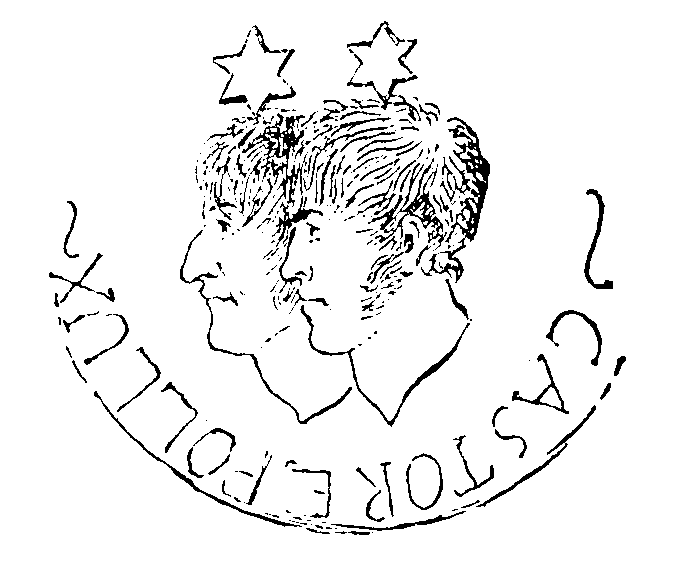
Zeichnung Hoffmanns anno 1803:
Hoffmann und Hippel als Söhne des Zeus

## Hintergrund
Im Sommer 1813 hatte E. T. A. Hoffmann an seiner Oper „Undine“ komponiert. Also könnte der Dialog als operntheoretische Schrift mit verteilten Rollen begriffen werden. Der Autor vorliegender Erzählung spaltet sich gleichsam auf als Dichter und Komponist. Ferdinand und Ludwig wären danach bloße Sprachrohre E. T. A. Hoffmanns. Safranski legt eine weitere begründbare Spielart nahe. Der Komponist Ludwig ist kein anderer als E. T. A. Hoffmann und bei dem Dichter Ferdinand handelt es sich um seinen patriotischen Freund Hippel, den Verfasser des Aufrufs „An Mein Volk“. Nach Allroggen trafen sich die Freunde Ende April 1813 in Dresden.

## Rezeption
- Seinerzeit wechselte in Dresden die Präsenz von Freund und Feind (Napoleon) immer einmal. Dementsprechend hätte die Meinung E. T. A. Hoffmanns zum Krieg geschwankt. Safranski äußert, ein großer Patriot - wie Hippel – sei E. T. A. Hoffmann vermutlich nicht gewesen.[12] Er habe vielmehr den Krieg nicht als Befreiung, sondern als dämonisch-zerstörende Kraft gesehen.[13]
- Details finden sich bei Segebrecht[14]. Er nennt zudem Arbeiten von Gerhard Allrogen („Die Opern-Ästhetik E. T. A. Hoffmanns“, Regensburg 1969), Maurice M. Raraty (1972), Aubrey S. Garlington (1979), Judith Rohr („E. T. A. Hoffmanns Theorie des musikalischen Dramas“ Baden-Baden 1985), Steven Paul Scher (Berlin 1998) und Hartmut Steinecke (Berlin 1998).[15] Kaiser nennt noch Georg Wellenberger (1986)[16].
- E. T. A. Hoffmann sei ein musikästhetischer Vorreiter gewesen[17]. Die beiden Freunde hätten eine Frage besprochen: „Was sind der Musik zusagende Gedichte?“[18]
- Werner beobachtet bei E. T. A. Hoffmann eine „Romantisierung der Wirklichkeit“[19].
- Laut Safranski kreist jenes Gespräch um das „Primat des musikalischen Geistes über das Wort“[20].

## Ausgaben
- Erstdruck in: Die Serapionsbrüder. Gesammelte Erzählungen und Mährchen. Herausgegeben von E. T. A. Hoffmann. Erster Band. Berlin 1819. Bei G. Reimer. 604 Seiten.[21]
- E. T. A. Hoffmann: Sämtliche Werke in sechs Bänden. Bd. 4: Die Serapions-Brüder.  Hrsg. von Wulf Segebrecht. Deutscher Klassiker Verlag, Frankfurt am Main 2001, ISBN 3-618-60880-2. Taschenbuchausgabe: Deutscher Klassiker Verlag, Frankfurt am Main 2008, ISBN 978-3-618-68028-4.